# Kind of Blue
Kind of Blue is een studioalbum van de Amerikaanse jazzmusicus Miles Davis. De plaat is sinds de opname in 1959 een steady-seller, en wordt officieus de beste jazzplaat van de 20e eeuw genoemd. De muziek is tijdloze cooljazz en heel toegankelijk, en toch muziek-technisch verbluffend.
Kind of Blue werd opgenomen op een drie-sporen tape tijdens twee sessies bij Columbia Records ('30th Street Studio in New York). Op 2 maart werden de nummers "So What", "Freddie Freeloader" en "Blue in Green" opgenomen, en op 22 april de nummers "All Blues" en "Flamenco Sketches" voor de achterkant van de lp. De productie was in handen van Teo Macero - die Davis' vorige twee lp's had geproduceerd - en van Irving Townsend. Miles Davis riep zoals hij gewoon was de sessiemuzikanten op zonder voorafgaande repetities en zonder dat ze een idee hadden wat ze zouden opnemen. Een en ander staat beschreven in de originele liner notes van pianist Bill Evans. Hij vermeldt dat Davis de bandleden wat schetsen van toonladders en melodielijnen toestopte om daarop dan te improviseren. De resultaten waren ondanks de geringe voorbereiding indrukwekkend, hoewel de hardnekkige legende dat het hele album in één keer werd opgenomen onwaar is. Alleen 'Flamenco Sketches' leverde reeds bij de eerste take een volledige opname op. De totstandkoming van dit album, de voorgeschiedenis ervan en de meewerkende musici worden uitvoerig beschreven in een boek van Ashley Kahn (Kind Of Blue, The Making of the Miles Davis Masterpiece).

## Tracklist
1. So What
2. Freddie Freeloader
3. Blue in Green
4. All Blues
5. Flamenco Sketches

Op de cd-versie van 1997 staat tevens een alternatieve take van Flamenco Sketches.

## Bezetting
- Miles Davis, trompet
- Cannonball Adderley, altsax (behalve in 3)
- John Coltrane, tenorsax
- Bill Evans, piano (behalve in 2)
- Wynton Kelly, piano (in 2)
- Paul Chambers, bas
- Jimmy Cobb, drums

- Gemeinsame Normdatei: 4624560-1
- MusicBrainz release group: 8e8a594f-2175-38c7-a871-abb68ec363e7
- Nationale Bibliotheek van Israël: 987007585709405171
- Virtual International Authority File: 183450906